# Hans Bøchmann Melchior
Hans Bøchmann Melchior (født 14. maj 1773 i Grenaa, død 11. september 1831) var en dansk pædagog og zoologisk forfatter. 
Melchior blev 1790 dimitteret fra Herlufsholm og 1797 ansat ved samme skole som "hører". I 1801 disputerede han for doktorgraden ved en latinsk afhandling om "Fordelene og ulemperne ved offentlig og privat opdragelse" og blev 1820 udnævnt til overlærer ved skolen med titel af professor. Han var en udmærket pædagog og i en lang årrække i virkeligheden den, der styrede skolen. Med stor interesse omfattede han også dennes historie, og udgav 1822: Historiske Efterretninger om den frie adelige Skole Herlufsholm. På det zoologiske område har han indlagt sig betydelig fortjeneste ved det, et par år efter hans død udgivet værk: Den danske Stats og Norges Pattedyr, der i stor udstrækning støtter sig til forfatterens egne, i naturen foretagne undersøgelser.